# Regiunea Prahova

Regiunea Prahova în cadrul împărțirii administrative a României 1950-1952

Regiunea Prahova a fost o diviziune administrativ-teritorială situată în zona de centru-sud a Republicii Populare Române, înființată în anul 1950, când au fost desființate județele (prin Legea nr.5/6 septembrie 1950). Ea a existat până în anul 1952, când teritoriul său a fost unit cu cel al regiunii Buzău pentru a forma regiunea Ploiești.

## Istoric
Reședința regiunii a fost la Ploiești, iar teritoriul său cuprindea o suprafață asemănătoare cu cea a actualelor județe Prahova și Dâmbovița.

## Vecinii regiunii Prahova
Regiunea Prahova se învecina:
- 1950-1952: la est cu regiunea Buzău, la sud cu regiunile Ialomița și București, la vest cu regiunea Argeș, iar la nord cu regiunea Stalin.

## Raioanele regiunii Prahova
Regiunea Prahova a cuprins următoarele raioane: 
- 1950-1952: Câmpina, Ploiești, Pucioasa, Târgoviște, Teleajen (Vălenii de Munte).